# Кокушкин, Александр Федорович
Александр Федорович Кокушкин (1888, с.Токаревка, Костромская губерния, Российская империя — неизвестно) — советский государственный деятель. Народный комиссар финансов Казахской ССР.

## Биография
Александр Федорович Кокушкин родился в 1888 году в селе Токаревка Костромской губернии в крестьянской семье. 
В 1913-1914 годах был членом Партии социалистов-революционеров (ПСР). В 1918 году Кокушкин вступил в ВКП(б).
После окончания Высших сельскохозяйственных курсов в Санкт-Петербурге, он служил в царской армии в качестве нестроевого солдата. 
С октября 1917 по 1922 годы Кокушкин работал в советских органах Костромской губернии.
С марта 1922 года назначен управляющим центральной бухгалтерией Бюджетного управления Наркомфина РСФСР. 
13 мая 1922 года Кокушкин был назначен уполномоченным Народного комиссариата финансов СССР по Казахской ССР, а в июне того же года стал народным комиссаром финансов Казахской ССР, занимая эту должность до июня 1923 года.
После этого Кокушкин был переведен в распоряжение уполномоченного Народного комиссариата финансов СССР по Крыму, а позже стал заместителем наркома финансов Крымской Автономной Области в 1923 году .
По состоянию на 1924 год Кокушкин работал в Нижегородском губкоме. 